# Ensemble syndétique
En mathématiques, en combinatoire, et plus spécialement en combinatoire des mots et en dynamique symbolique, un ensemble syndétique est un ensemble d'entiers naturels qui est à « lacunes bornées », c'est-à-dire tel que les différences entre deux entiers consécutifs de cet ensemble sont bornées.

## Définitions équivalentes
Les définitions suivantes sont équivalentes :
- Un ensemble {\displaystyle S} d'entiers naturels est syndétique s'il existe un entier {\displaystyle p} tel que{\displaystyle S\cap \{a,a+1,a+2,\ldots ,a+p\}\neq \emptyset \quad {\text{pour tout entier naturel }}a}.
- Un ensemble {\displaystyle S} d'entiers naturels est syndétique s'il existe un ensemble fini {\displaystyle F} d'entiers naturels tel que{\displaystyle \mathbb {N} =\bigcup _{a\in F}S-a\quad \mathrm {o{\grave {u}}} \quad S-a=\{m\mid a+m\in S\}.}
- Un ensemble {\displaystyle S} d'entiers naturels est syndétique si la suite {\displaystyle (s_{1},s_{2},\ldots ,s_{n},\ldots )} de ses éléments, classés en ordre croissant, vérifie : il existe un entier {\displaystyle p} tel que{\displaystyle s_{i+1}-s_{i}\leq p\quad {\text{pour tout }}i\geq 1.}

## Exemples
- Un ensemble périodique d'entiers naturels est syndétique.
- L'ensemble des carrés n'est pas syndétique, mais son complémentaire l'est.
- L'ensemble des positions du symbole 0 (resp. du symbole 1) dans la suite de Prouhet-Thue-Morse est syndétique. De même pour le mot de Fibonacci.